# Navaho Indijanci
Navaho (Navajo), jedan od najvećih indijanskih naroda sjeverno od Meksika, koji prema informacijama Bureau of Indian Affairs (Ureda za indijanske poslove) 1960. ima 90 000 pripadnika. Današnji broj im je međutim daleko veći, a većina obitava u velikom rezervatu Navaho, gdje imaju svoje plemensko središte, gradić Window Rock. Rezervat se prostire na ogromnom području sjeveroistočne Arizone, sjeverozapadnog New Mexica, i susjednim krajevima jugoistočnog Utaha (25,000 četvornih milja).

## Ime
Ime "navaho" došlo je od naziva Tewa Indijanaca Navahú, koje se odnosilo na veliko područje obrađenog tla, a dano je i bivšem pueblu Tewa. Naziv se kasnije širi na pleme Navaho, koje su Španjolci nazivali 'Apaches de Navajó’, zato što su se ovi nastanili na području plemena Tewa i blizu njega, te da bi se razlikovali od Apača. Sami sebe oni pak nazivaju Diné' (=ljudi). Razna druga plemena nazivala su ih pod mnogim drugim imenima. Pleme Ute ih je nazivalo Págowitch - "noževi od trske" (reed knives) a pleme Zuñi "divlji kojoti" (wild coyotes). Njihovi prvi rođaci Apači, s kojima su nekada činili jedan narod, prema lokaciji ih prozvaše "oni što žive na granici s Jutima" (those who live on the border of the Ute). Ostali nazivi bili su: Hua'ĺmhú'u (pleme Havasupai), Ta-cáb-cí-nyu-műh (Hopi), Yátilatlávi (Tonto Apači), Oop (ili) Oohp (kod Indijanaca Pima).

## Klasifikacija
Navaho jezik jedan je od jezika porodice Athapaskan, i pripada skupini apačkih (Apachean), odnosno južnih athapaskanskih jezika, kojima još pripadaju chiricahua, lipan, kiowa apache, jicarilla, mescalero i san carlos. Preci Južnih Atapaska navodno su prije 1000. godine došli na područje američkog Jugozapada, možda i nešto kasnije, gdje su naišli na stalno naseljene i miroljubive seoske Indijance koji su im jezično bili nesrodni.

## Socijalna organizacija
Navaho, kao i Irokezi te njima srodni Apači, pripadaju matrilinearnim zajednicama, što se izmijenilo zbog novog zakona Sjedinjenih Država. Stanište je bilo (kaže Uwe Wesel) matrilokalno, ali žena se stjecala otkupom za konje, a postoji i oko 60 klanova, u najnovije doba oko 130. Prelaskom sa starog nomadskog načina života i odlaskom u rezervate Navaho se počinju baviti ovčarstvom. Matrilinearnim nasljeđem žena je vlasnik svega, i muškarac do žene mora doći otkupom za konje. Bogatstvo u konjima omogućava mu da se može oženiti u bogatijim klanovima. Ovaj običaj, prema U. Weselu, kod Navaha 19. stoljeća javlja se početkom raspada matrifokalnosti. Američka vlada kasnije ukida matrilinearne običaje Navaha.  
Klanove Navaha prema mitu stvorila je Sun Woman (ženski kulturni heroj), od kože skinute s raznih dijelova svoga tijela:  prsiju, leđa,  ispod desne ruke, lijeve ruke i drugdje.  Klan je ostao veoma živo ukorijenjen među njima, i danas kada se na putu susretnu dva Navaha, prvo se predstavljaju svojom klanskom pripadnošću.

## Život i običaji
Navaho su izvorno bili nomadsko pleme, veoma srodno Apačima i vjerojatno meksičkim Toboso, Jocome i Jano Indijancima. Zimu su provodili u poluukopanim hoganima, ljetna nastamba bila je zaklon od grmlja i granja. Bavili su se lovom na losove, antilope i jelene. Od susjednih pueblo plemena preuzeli su obradu tla (kukuruz i grah) ali su se bavili i sakupljanjem. Nakon što je u ranom 17. stoljeću uvedena ovca, oni znatno mijenjaju svoj život, ovca je istisnula lov i poljoprivredu i oni postaju pastirsko pleme. 
Nastambe
Hogan je tradicionalna nastamba Navahosa napravljena od drvenih trupaca i granja, obljepljena zemljom i blatom. Zimska nastamba dijelom je ukopana u zemlju. Ipak dvije su glavne vrste hogana, muški i ženski.
Suvremeni hogan.   Arhivirana inačica izvorne stranice od 27. travnja 2006. (Wayback Machine)
Odjeća
Odjeća se kod Navaho muškaraca i žena izrađivala od jelenje kože, koju u kasnije doba zamjenjuje pamuk. Sastoji se kod muškaraca od košulje bez okovratnika, pregača do ispod koljena i mokasina (moccasins). Tradicionalna nošnja Navaho-žena sastoji se od mokasina visokih do koljena, pamučne suknje i duge bluze bez rukava. Nakit, obično od srebra, nose i muškarci i žene.

## Umjetnost
Slikanje pijeskom (sand painting) ['iikááh] je najpoznatija umjetnost Navaho Indijanaca ceremonijalnog slikanja raznobojnim zrncima pjeska, Indijanci ga nalaze u pustinji Painted Desert, oko 240 km (150 milja) od Grand Canyona u području nacionalnog parka Petrified Forest,  prostire se na preko 19,000 četvornih kilometara. Ovo područje pripada rezervatima Indijanaca Hopi i Navaho. Znanje slikanja pijeskom dali su im ‘Sveti ljudi’ (Holy People) koji su živjeli u Podzemlju (Underworld). Slike stvaraju uz obredno pjevanje pjesama u raznim ritualima: Holyway rituali dovode do izlječenja. Evilway [Hóch'íjí] pjesme su zapravo njhov oblik egzorcizma, istjerivanja đavla, dok se Lifeway ['Iináájí] pjesmama saniraju štete prouzrokovane acidentima. Sand painting ['iikááh] ceremonije dio su svih Holyway ceremonija i većine Hóch'íjí (Evilway) ceremonija, u ceremonijama 'Iináájí (Lifeway) ne koriste se.
Srebro i tirkiz.  Osim ovaca, Navahi od Španjolaca nasljeđuju i umjetnost obrade srebra i tirkiza (doot kl'izhii), od kojega su počeli primitivnim pomagalima izrađivati srebrno prstenje i drugi nakit. Tirkiz za ove Indijance predstavlja sveti kamen. Navaho ga nosi kao fetiš.
Navaho-pokrivači.  Takozvani 'Navaho blanket', žene ovog plemena izrađuju ih na primitivnim tkalačkim stanovima. Ovi pokrivači lijepih su boja i žene ih danas često proizvode zbog prodaje.

## Religija
Šamanizam. 
Narod Navaho ima šamansku religiju, poput Siouxa i raznih drugih plemena, poznavali su šamane-berdaše (berdache), koji su istovremeno bili veoma poštovani ali i prezirani zbog svoje prirode. Ashon nutli' (ili Nadle; tirkizni hermafrodit), kako ih zovu Navahosi, mogli su biti rođeni kao hermafroditi, ali su se mogli i sami proglasiti nadle-šamanom, ovi drugi su svakako bili transvestiti, a oblačili su se poput žena. Navahi vjeruju u postojanje raznih bogova, duhova i kulturnih heroja. Predodžbu o paklu i raju nemaju, nego vjeruju u budući život koji će provesti s ljudima u donjem svijetu. Oni su svakako ovisni o vjerovanjima u magiju i raznih vrsta šamana koji imaju veliki utjecaj među njima.
U originalnom Navaho-mitu, kako navodi Aileen O'Bryan, svijet je stvaran pet puta. Peti je onaj u kojemu mi danas živimo.
Kod Navaha postoji i vjerovanje u neku vrstu čudovišta nalik vukodlacima, koje nazivaju na svom jeziku Yee Naaldlooshii što doslovce znači 'onaj koji hoda na četiri noge', što je na američkom-engleskom prevedeno kao 'skinwalkers'. Skinwalker (kožohodač) je muški ili ženski šaman. On (ona) može uzeti oblik, brzinu i snagu bilo koje životinje koje želi, i koristiti magiju mogu da bi prokleli ljude i uzrokovati im patnju i smrt. Navahi i danas vjeruju da lako mogu održavati brzinu jurečeg automobila, čitati tuđe misli, ili namamiti ljude iz svojih domova oponašajući krik djeteta. Na ovu temu snimljen je 2006. godine i film Skinwalkers.

## Populacija
Prema Mooneyu (1928.)  Navahi su 1680. imali oko 8,000 duša; 7,300 (1867.); 9,000 (1869.); 17,204 (1890.); 20,000 (1900.); 30,000 (1923.); u novom mileniju preko 140,000.

## Navaho danas
Navahi danas žive pod imenom Navajo Nation. Uzgoj ovaca, proizvodnja nakita od srebra i tirkiza, te 'navaho-pokrivači' koji se prodaju turistima čine ovim ljudima jedan od izvora zarade. U novije vrijeme na području rezervata otkriven je plin, uranij, i drugi minerali, koji bi plemenu trebali osigurati sigurniju budućnost. Oni ipak danas spadaju u jednu od najsiromašnijih zajednica američkih domorodaca.

## Poznati Navaji
Poznate osobe navaškog podrijetla.
- Tina Turner.[1]

## Vanjske poveznice
- Foto galerija